# Луко-дей-Марсі
Луко-дей-Марсі (італ. Luco dei Marsi) — муніципалітет в Італії, у регіоні Абруццо, провінція Л'Аквіла.
Луко-дей-Марсі розташоване на відстані близько 85 км на схід від Рима, 50 км на південь від Л'Акуїли.
Населення — 6044 особи (2014).
Щорічний фестиваль відбувається третьої неділі серпня. Покровитель — San Bonifacio.

## Демографія
Населення за роками:

Станом на 1 січня 2023 року в муніципалітеті офіційно проживало 930 іноземців з 20 країн, серед них 48 громадян країн Євросоюзу та 12 громадян України.

## Сусідні муніципалітети
- Авеццано
- Каністро
- Капістрелло
- Челано
- Чивіта-д'Антіно
- Чивітелла-Ровето
- Тразакко